# Luc Van Gorp
Luc Van Gorp (Mortsel, 19 augustus 1966) is een Belgisch bestuurder. Hij werd in 2015 voorzitter van de Landsbond der Christelijke Mutualiteiten (CM).

## Biografie
Van Gorp liep lagere school in de Albrecht Rodenbachschool te Hove. Na een doortocht in het Sint-Romboutscollege in Mechelen behaalde hij het diploma secundair onderwijs, richting Latijn-Wetenschappen, in het Sint-Gummaruscollege in Lier. Vervolgens voltooide hij de opleiding bachelor ziekenhuisverpleegkunde aan het voormalige Sint-Elisabethinstituut in Leuven (nu UCLL). Daarna studeerde hij filosofie en behaalde hij een master in de godgeleerdheid aan de KULeuven en Oxford University. Hij behaalde tegelijk een aggregatiediploma voor het hoger (secundair) onderwijs. 
Hij studeerde muziek met bekwamingen in notenleer, muziekgeschiedenis, klarinet en kamermuziek aan de stedelijke muziekacademie te Lier. Hij behaalde een regeringsmedaille voor kamermuziek onder de leiding van Leon Nicasi. Hiervoor kreeg hij in deze laatste discipline de prijs Jan Dekens toegekend. Hij volgde ook orgellessen aan het toenmalige Lemmensinstituut bij Chris Dubois.
Tijdens zijn studies theologie was Van Gorp actief als verpleegkundige in UZ Leuven en talrijke Brusselse ziekenhuizen en woonzorgcentra.
Tussen 1995 en 2001 was hij lector aan de Regina Mundischool in Genk. Van 2002 tot 2015 was hij departementshoofd gezondheidszorg van de Katholieke Hogeschool Limburg. Daarnaast was hij tussen 2008 en 2015 voorzitter van het Wit-Gele Kruis Vlaanderen. Hij vervulde verschillende bestuursmandaten, waaronder het woonzorgcentrum Sint Jozef in Pelt, het Sint Augustinuscollege in Bree en als voorzitter van SPIL (Psychiatrische Initiatieven Limburg).
Van Gorp werd in 2015 benoemd tot voorzitter van de Landsbond van Christelijke Mutualiteiten. Het vormde de start van een grote reorganisatie van CM van 11 Vlaamse ziekenfondsen naar 1 Vlaams gezondheidsfonds en 8 Franstalige ziekenfondsen naar 1 Franstalig gezondheidsfonds. Deze juridische fusie werd gerealiseerd op 1 januari 2022. Onder zijn leiding werd in de loop van 2022 ook de technische en sociale fusie van de ziekenfondsen gerealiseerd.
Naar aanleiding van zijn laatste publicatie Mensenmaat, pleidooi voor imperfectie organiseerde hij in 2021-2022 een podcastreeks met radiomaakster Eva Droogmans met de medewerking van Marc Noppen, Bart De Wever, Ignace Schops, Jeanne Devos, Inge Vervotte, Lieven Boeve en Michael De Cock. Er volgde daarna een boekentour met de medewerking van Hanne Decoutere als gastpresentator en gasten Lode Van Hecke, Pedro Facon, Luc Sels, Joris Hessels, Sammy Mahdi en psychiater Dirk De Wachter.

## Lidmaatschap
- voorzitter/CEO CM-MC
- voorzitter Raad van Bestuur & Algemene Vergadering LCM (Landsbond der Christelijke Mutualiteiten)
- voorzitter IMA (Intermutualistisch Agentschap)
- voorzitter IM
- lid van de raad van bestuur CM Vlaanderen
- lid van de raad van bestuur VIKZ
- lid van de Algemene raad en het verzekeringscomité van het Rijksinstituut voor Ziekte- en Invaliditeitsverzekering RIZIV
- lid van het Algemeen Beheerscomité van het RIZIV
- lid van de medicomut (overleg artsen ~ ziekenfondsen) binnen het RIZIV
- bestuurder bij de NVAO (Nederlands-Vlaamse Accreditatieorganisatie)

## Publicaties
- Kwaliteit van leven, Cahiers Ouderenzorg, Kluwer, 2001
- Kleur geven aan de grijze massa. Ethische vragen over dementie & euthanasie, Garant, 2006
- Mensenmaat. Pleidooi voor imperfectie, Pelckmans, 2021